# سرقنات تشيتاب (تشنار)
سرقنات تشيتاب (بالفارسية: سرقنات چیتاب) هي قرية تقع في إيران في قسم تشنار الريفي.